# انریکو برینیانو
انریکو برینیانو (ایتالیایی: Enrico Brignano؛ زادهٔ ۱۸ مهٔ ۱۹۶۶) بازیگر، نمایشنامه‌نویس و هنرمند اهل ایتالیا است.
از فیلم‌هایی که وی در آن نقش داشته‌است، می‌توان به معجزه ایتالیایی، آستریکس در المپیک، سرانجام، منزل، تابستانی کنار دریا، فقیر ولی ثروتمند، فقیر ولی خیلی ثروتمند، یک پزشک در خانواده و کنزینگتون جنوبی اشاره کرد.